# هالة خليل
هالة خليل (23 يوليو 1977 -)، مخرجة مصرية.

## عن حياتها
كانت تعمل مخرجة برامج بقناة النيل للدراما لفترة أخرجت خلالها المسلسل الكوميدي شباب أون لاين وبعدها أخرجت أول فيلم سينمائي لها وهو أحلى الأوقات عام 2004. حصلت في عام 2006 على جائزة أحسن إخراج عمل أول أو ثان من مهرجان القاهرة السينمائي عن فيلمها الثاني قص ولصق الذي كان يوجد نزاع قضائي عليه بسبب إتهام أحد الكتاب لها بسرقة فكرته ولكن حكم القضاء بأحقيتها في القصة وتم عرض الفيلم في آخر مايو 2007 بدور العرض المصرية، وكانت تستعد لتصوير فيلم الولد مع خالد صالح لكنه لم يتم بسبب مشاكل غير معروفة.

## أعمالها
1 - مسلسل شباب أون لاين
2 - فيلم «أحلى الأوقات» 
2004
3 - فيلم «قص ولصق» - سيناريو وإخـراج 
2006
4 - فيديو كليب «أبويا الطيب» - «علي الحجار» 
2009
5 - فيديو كليب «رمضـان جنة» - «محمد منير» 
2009
6 - 2009 مسلسل «6 ميدان التحرير»-إنتاج
7- حكايات وبنعشها -إخراج: فتاة الليل
8- نوارة 2015

## وصلات خارجية
- هالة خليل على موقع IMDb (الإنجليزية)
- هالة خليل على موقع الدهليز
- هالة خليل على موقع قاعدة بيانات الأفلام العربية
- هالة خليل على موقع قاعدة بيانات الفيلم (الإنجليزية)